# Dluh (film, 2011)
Dluh (anglicky The Debt) je americko-britský thriller z roku 2011 režírovaný Johnem Maddenem. Na scénáři se podíleli Matthew Vaughn, Jane Goldmanová a Peter Straughan. Snímek představuje remake izraelského dramatu Ha-Hov, který v roce 2007 natočil Assaf Bernstein.
Příběh se odehrává ve dvou hlavních časových rovinách. První probíhá v roce 1965, kdy se tři agenti Mosadu podíleli na plánu zajetí nacistického zločince a jeho převozu z Východního Berlína do Izraele. Druhá dějová linka se odehrává v roce 1997, kdy dcera agentky napsala knihu o matčině misi.
V dramatu se objevili Helen Mirrenová, Sam Worthington, Jessica Chastainová, Ciarán Hinds, Tom Wilkinson, Marton Csokas a Jesper Christensen.
Premiéra, původně plánovaná na prosinec 2010, byla pozdržena a k uvedení filmu v amerických kinech došlo 31. srpna 2011.

## Děj
Tři mladí agenti Mosadu jsou v roce 1965 vysláni na misi do Východního Berlína, aby zajali a pro soudní proces do Izraele převezli nacistického válečného zločince, lékaře Dietera Vogela – známého jako „chirurg z Birkenau“, pro jeho experimentování na Židech v koncentračním táboře Auschwitz během druhé světové války.
O atraktivní agentku Rachel Singerovou jeví zájem oba její spolupracovníci David Peretz i Stefan Gold. Podle vytvořeného plánu jsou Rachel a David fiktivní německý manželský pár pocházející z Argentiny, který se neúspěšně pokouší o zplození potomka. Žena proto vyhledá gynekologa, jímž je „chirurg z Birkenau“ žijící poklidným životem. Po ověření jeho identity agentka lékaře během vyšetření napadne a do krku mu injikuje dávku sedativ. V přivolaném záchranném vozidle do nemocnice přijíždějí David se Stefanem, v přestrojení zdravotníků. Pacienta odvážejí před příjezdem skutečné sanitky.
Lékař má být převezen do Západního Berlína přes uzavřenou vlakovou zastávku Berlin Wollankstraße, kterou soupravy mířící přes Berlínskou zeď jen projíždějí z východní do západní části města. Strojvedoucí, který se na plánu podílí, vlak ve stanici zastavuje a chirurg má být do něj nepozorovaně naložen. Akce však ztroskotá po odhalení trojice hlídkujícími východoněmeckými vojáky. Agentům s nákladem se daří prostřílet z obklíčení a zmizet v ulicích. Vogel je následně držen v bytě. Rachel se od něj dovídá, že její nevolnosti jsou příznakem těhotenství. Otcem se stane Stefan, kterého na rozdíl od Davida nemiluje, a za nějž později provdá. Američané slíbenou pomoc odvolávají a plán dalšího pokusu o převoz je nejistý. Válečnému zločinci se podaří po boji s agentkou z bytu uniknout, ve chvíli kdy jsou oba muži pryč.
Trojice uzavírá dohodu, že příběh doktorova útěku upraví, ve jménu hrdosti a dobrého jména Izraele. Svět tak následujících třicet let zná verzi, v níž měl být prchající chirurg zastřelen kulkou z Rachelina revolveru. V roce 1997 její dcera Sarah vydává o této hrdinné misi knihu.
Na Ukrajině se však v té chvíli jeden ze starých pacientů sanatoria domáhá rozhovoru se známým kyjevským novinářem Titovem, když tvrdí, že je hledaný nacistický zločinec Dieter Vogel. Tuto informaci zachytí Izraelci. Stefan přesvědčí bývalou ženu Rachel, aby se ho vydala zlikvidovat pro dobré jméno rodiny a vlasti. David, který uprchlého nacistu léta marně hledal, se navrátil do Svatě země. Vládní agent jej odváží k podání zprávy. Při nástupu do auta však bývalý agent poznává ve druhém voze sedícího Stefana a rozhoduje se ukončit život vkročením před rozjetý kamion.
Po příjezdu do Kyjeva se Rachel vloupá do kanceláře novináře a zjišťuje jméno léčebny, kde by měl lékař dožívat. Rozhovor Titova je naplánovaný na příští den. Ženě se však daří proniknout na nemocniční pokoj dříve, ale z kusých informací starce chápe, že se o Vogela nejedná. Přesto je zřejmé, že mu některá fakta příběhu musel vyprávět samotný chirurg. Vydává se tak porozhlédnout po chodbách sanatoria. Spatřuje sešlého muže, jenž odpovídá vzezření Vogela a vydává se za ním na odlehlé místo. Při střetnutí si bývalý nacista uvědomuje chybu, když se o události zmínil spolupacientovi Ševčukovi. Ženě zasazuje bodné rány nůžkami, ta však útok opětuje a lékaře zabíjí vpichem stříkačky naplněné jedem do zad.
Ještě předtím, když Rachel v Ševčukově pokoji naslouchala jeho vyprávění, rozhodla se napsat do dekurzu pravdu o letitém berlínském příběhu. Tento vzkaz adresovala Titovovi, který jej také na posteli nalezl.

## Obsazení
| Helen Mirrenová     | Rachel Singerová (1997)               |
| Tom Wilkinson       | Stephan Gold (1997)                   |
| Ciarán Hinds        | David Peretz (1997)                   |
| Jessica Chastainová | Rachel Singerová (1965, 1970)         |
| Marton Csokas       | Stephan Gold (1965, 1970)             |
| Sam Worthington     | David Peretz (1965, 1970)             |
| Jesper Christensen  | Dieter Vogel                          |
| Romi Aboulafia      | Sarah Goldová, dcera Stefana a Rachel |
| Melinda Korcsogová  | mladá Sarah                           |
| Tomer Ben David     | manžel Sarah                          |
| Brigitte Krenová    | paní Bernhardtová, zdravotní sestra   |
| István Göz          | Jurij Titov                           |
| Morris Perry        | Ivan Ševčuk                           |

## Další informace
Izraelské noviny uvedly, že se Helen Mirrenová „ponořila“ do studia hebrejštiny, židovské historie a materiálů o holokaustu, včetně života Simona Wiesenthala, v souvislosti s natáčením během roku 2009 na izraelských lokacích. Herečka roli charakterizovala: „Má postava nese paměť, hněv a utrpení holokaustu.“
Natáčení probíhalo v západolondýnských ateliérech Ealing Studios, Budapešti a Tel Avivu.

## Uvedení
Thriller měl neoficiální premiéru na Torontském mezinárodním filmovém festivalu v září 2010. Společnost Miramax původně oznámila datum uvedení do amerických kin na 29. prosince 2010, čímž se krátce poté snímek začal objevovat na seznamu možných uchazečů na Oscara pro rok 2011.
Další předprojekce proběhla 4. prosince 2010 během Washingtonského židovského filmového festivalu a ještě předtím 17. října na filmovém festivalu v Mill Valley. Oficiální premiéra dramatu byla posunuta na rok 2011 v souvislosti s výsledkem „obchodu mezi [vlastníkem Miramaxu] firmou Disney a nastávajícími majiteli, stavebním magnátem Ronem Tutorem a Colony Capital (řízenou Richardem Nanulou)….“
V únoru 2011 bylo vydáno prohlášení, že premiéra je naplánována na 31. srpna 2011.

## Rozdíly od původního filmu
Americký remake Dluh je založen na stejnojmenném izraelském snímku Ha-Hov (Dluh) z roku 2007, který natočil Assaf Bernstein. Na scénáři se podílel s Idem Rosenblumem. Premiéra proběhla 29. listopadu 2007. Oba snímky se v některých aspektech odlišují:
- titulní postava byla přejmenována z Rachel Bernerové na Rachel Singerovou; její kolegové agenti se původně jmenovali Ehud a Zvi, v americké verzi pak nesli jména David a Stefan. Nacistický válečný zločinec byl přejmenován z Maxe Rainera na Dietera Vogela,
- v izraelském snímku byla autorkou knihy o berlínské hrdinské akci samotná Rachel, zatímco v novějším zpracování se na ní podílela s dcerou, jakožto hlavní autorkou,
- v remaku se Rachel provdala a rozvedla se Stefanem, zatímco v předloze neměla po skončení operace žádný bližší vztah ani k jednomu z agentů,
- americký thriller kladl větší důraz na milostný trojúhelník mezi agenty,
- remake obsahuje přidané scény z nepovedeného transportu lékaře z Východního Berlína, které původní zpracování neobsahuje,
- na rozdíl od verze z roku 2007, v níž možnou existenci nacistického zločince vyšetřuje během 90. let pouze jeden novinář, se v remaku jeho otázkou zabývá také izraelská vláda,
- v izraelském zpracování cestuje na Ukrajinu Rachel s Ehudem, ale misi musí dokončit sama, když se Ehud stáhne v důsledku zbabělosti; v americkém thrilleru přijíždí Rachel na Ukrajinu sama poté, co David (Ehud) spáchal sebevraždu.